# Мельхерс, Мельхер
Мельхер Мельхерс (швед. Melcher Melchers, настоящее имя Хенрик Мельхер Свенссон, швед. Henrik Melcher Svensson; 30 мая 1882 — 9 апреля 1961) — шведский композитор и музыкальный педагог.
В 1897—1903 гг. учился в Стокгольмской консерватории, главным образом как скрипач, изучал также композицию у Юхана Линдегрена. В течение двух лет работал скрипачом и альтистом в стокгольмских оркестрах.
В 1905—1919 гг. жил и работал в Париже. Занимался контрапунктом под руководством Жоржа Коссада, примыкал к колонии музыкантов и художников на Монпарнасе, преподавал музыку частным образом. В 1916 г. был одним из основателей общества «Лира и палитра» (фр. Lyre et Palette), отвечал за его музыкальные программы, в которых значительное место занимали произведения композиторов Шестёрки. Опыт взаимодействия с французской музыкальной средой оказал на Мельхерса решающее влияние.
В 1919 г. вернулся в Швецию, недолго работал музыкальным критиком, преподавал в музыкальной школе Карла Вольфарта. В 1921 г. женился на пианистке Генриетте Хартог (1891—1971). В 1925—1947 гг. преподавал в Стокгольмской консерватории контрапункт, композицию и инструментовку, с 1939 г. профессор; опирался в своей педагогической работе на учебные пособия французских специалистов — Теодора Дюбуа и Анри Ребера. Среди учеников Мельхерса был, в частности, Эрланд фон Кох, отмечавший, что Мельхерс привил и ему вкус к французской музыке.
Основные сочинения Мельхерса относятся в 1910-20-м гг. Среди них Симфония Op. 19 (1925), два фортепианных концерта (1923, 1931), скрипичный концерт (1927) и поэма для скрипки с оркестром (1914), струнный квартет (1922), виолончельная и скрипичная сонаты, разнообразная фортепианная и вокальная музыка.
С 1932 г. член Королевской музыкальной академии.